# Airbase
Airbase is het pseudoniem van Jezper Söderlund (Göteborg, 27 augustus 1980), een Zweedse producer en dj die vooral werkt in de trance-scene.
Hij begon zijn carrière als dj/producer in 1994. Inmiddels heeft hij 20 eigen producties en 40 remixes uitgebracht  vele bekende producers en DJ's zoals Tiësto, Ferry Corsten, Leon Bolier en Armin van Buuren. Naast het produceren werkt Jezper ook als diskjockey en draait hij regelmatig op evenementen in onder andere Nederland, België, Engeland en in Zwitserland.
Een samenvatting van de bekendste producties van Airbase:
- Genie
- Escape
- One Tear Away
- Ocean Realm
- Pandemonium
- Tangerine
- Emotion
- Roots
- Back

Naast het pseudoniem Airbase heeft Jezper ook meerdere pseudoniemen gebruikt. De bekendste zijn:
- Jezper Söderlund
- Jezper
- The Scarab
- Parc
- Narthex
- Ozone
- Rah

In 2005 verzorgde Jezper samen met zijn broer, André Söderlund, de anthem van het Sensation White-event in België onder het pseudoniem First and André met het nummer "Widescreen".